# Giulio Cesare Sansoni
Giulio Cesare Sansoni (Firenze, 20 maggio 1838 – Roma, 13 febbraio 1885) è stato un editore italiano, fondatore della casa editrice Sansoni.

## Biografia
Gestore dell'esattoria comunale di Firenze ma appassionato di letteratura, frequenta assiduamente i salotti letterari della città: il Caffè del Parlamento, il Caffè Doney, la trattoria dei fratelli Barile, dove entra in contatto con personaggi quali Adolfo Bartoli e Giosuè Carducci.
Spirito modernissimo, inizia l'attività editoriale, con l'amico tipografo Giovanni Carnesecchi, pubblicando nel 1873 (con la dicitura "a spese di alcuni amici"), un'opera educativa di Guido Falorsi, "Guardare e pensare, studi dal vero, libro di lettura e di premio", a cui seguirono i “Dialoghi e commediole” del Calenzoli e il “Disegno storico della letteratura” di Raffaello Fornaciari. Il marchio editoriale "G. C. Sansoni Editore" compare solo l'anno successivo. Sin dall'inizio le sorti della nuova casa editrice sono fortemente legate alla tipografia “G. Carnesecchi e figli” diretta da Giovanni Carnesecchi e dal figlio Tito, tanto che le due ditte hanno in comune sede e magazzini.
Grazie all'imprenditorialità del Sansoni e del Carnesecchi alle loro conoscenze nel mondo culturale ed accademico la “G. C. Sansoni editore” andava crescendo di fama ed importanza pubblicando lavori espressione della cultura fiorentina collaborando tra gli altri con il professore Arturo Bartoli docente di letteratura italiana all'Istituto di studi superiori esponente della scuola storica di positivismo filologico, e con Cesare Guasti, linguista, dell'Accademia della Crusca.
Nel 1876 il Sansoni concepì l'idea di pubblicare “Le vite” di Giorgio Vasari, in un'edizione curata dall'archivista Gaetano Milanesi, per la cui realizzazione il tipografo Carnesecchi aveva acquistato una modernissima macchina da stampa Koenig & Bauer: fu il primo grande successo editoriale.
Seguì tutta una serie di opere che consolidarono la fama della casa editrice.
Nel frattempo Giovanni Carnesecchi moriva nel 1877 seguito a pochi anni di distanza (1880) dal figlio Tito così la direzione della stampa passava a Cesare Casalini (nuovo marito della vedova di Tito Carnesecchi e nuovo direttore della Tipografia Carnesecchi): cognome anch'esso destinato a divenire prestigioso nella storia dell'editoria.
Sansoni nel 1883, in seguito a problemi sorti nella gestione dell'Esattoria si trasferisce a Roma aprendo una libreria, ma continuando a gestire da lontano la società editrice.
Infine nel 1885 Giulio muore lasciando la vedova Albertina Piroli (figlia del giurista e senatore Giuseppe) e il figlio Antonio di appena un anno.
Scrive Marcello Aquilani: «…nel 1885 moriva pure il sig. Giulio Sansoni, che alla casa editrice aveva dato tutto il suo ingegno e tutta la sua attività. Così mentre la Tipografia e la Casa Sansoni andavano crescendo di fama e d'importanza scomparivano coloro che avevano dato ad esse l'intelligenza e l'energia per poterle portare all'altezza che, amanti dell'arte e della cultura, avevano sempre sognato.» 
L'attività della Sansoni continuò nonostante la morte del suo fondatore. Albertina Piroli affidò la direzione della società al cognato Guido Biagi (1855-1925), bibliotecario della Marucelliana e letterato che portò la società verso il nuovo secolo e verso nuovi successi.